# 尊陽院
尊陽院（そんよういん）は、京都府京都市上京区小川通寺ノ内上る本法寺前町にある日蓮宗の寺院。由緒寺院本法寺の塔頭（尊陽院の他に教行院と教蔵院がある）。親師法縁。

## 歴史
天正3年（1575年）本法寺の塔頭として日恵を開山に建立された。天正15年（1587年）豊臣秀吉により現在地に移転させられた。

## 参考資料
- 日蓮宗寺院大鑑編集委員会『宗祖第七百遠忌記念出版 日蓮宗寺院大鑑』大本山池上本門寺 (1981年)
- 京都新聞 2016年9月20日

## 交通アクセス
- 京都市営地下鉄烏丸線鞍馬口駅から徒歩15分。

## 周辺
- 本法寺
- 宝鏡寺
- 不審庵庭園
- 妙覚寺